# Philippe Conrad
Pour les articles homonymes, voir Conrad.
Philippe Conrad, né le 29 mars 1945 à Mantes-la-Jolie, est un essayiste français.
Il est rédacteur en chef de La Nouvelle Revue d'histoire de 2013 à 2017, et président de l'Institut Iliade depuis 2014.

## Biographie

### Formation et enseignement
Né le 29 mars 1945 à Mantes-la-Jolie[réf. nécessaire], Philippe Conrad suit une classe préparatoire littéraire (khâgne) au lycée Henri-IV, étudie l'archéologie préhistorique et l'histoire de l'art, puis obtient une maîtrise d'histoire (1969) avec un mémoire réalisé sous la direction de l'historien Jean-Baptiste Duroselle. Il enseigne l'histoire dans l'enseignement secondaire et supérieur.

### Médias, édition et politique
Membre de la Fédération des étudiants nationalistes, puis du Groupement de recherche et d'études pour la civilisation européenne (GRECE), il en est secrétaire général adjoint de 1974 à 1977.
Il dirige deux entités proches du GRECE : la collection « Nation armée » des éditions Copernic (de 1976 à 1980), et le Comité de liaison des officiers et sous-officiers de réserve (CLOSOR, dont l'objectif est de « diffuser les idées du GRECE dans les milieux militaires ») (jusqu'en 1976).
En 1975, il cofonde Europe-Jeunesse.
Il a participé à la création de l'Institut d'études de la désinformation[Quand ?].
Il appartient aussi à l'Association des amis de Saint-Loup, et participe au volume Rencontres avec Saint-Loup (1991).
À partir des années 1990, il devient « un des animateurs de Renaissance catholique ».
En 1999, il signe pour s'opposer à l'intervention de l'OTAN dans la guerre du Kosovo la pétition « Les Européens veulent la paix », initiée par le collectif Non à la guerre.
Il dirige pendant un temps sur Radio Courtoisie, en compagnie de Bernard Lugan, le Libre journal de Bernard Lugan, devenu Libre journal des historiens. Il quitte la station courant 2016, et Francis Choisel lui succède. Il reprend son poste courant 2018.
À partir de février 2014, il présente l'émission Passé Présent chaque mardi soir sur la web-télé TV Libertés, en compagnie de Catherine Gourin et de Jean-Pierre Turbergue.
Il préside, depuis sa fondation le 20 juin 2014, l'Institut Iliade, considéré comme l'héritier du GRECE par Le Monde. La même année, il prend part aux Assises de la remigration organisées par le Bloc identitaire.
En 2018, il rédige une notice sur la proclamation de l'armistice de 1918 dans le Recueil annuel des commémorations nationales.
Il est directeur et rédacteur en chef de La Nouvelle Revue d'histoire de 2013 à 2017.

## Ouvrages
- Les Hittites et les anciennes civilisations anatoliennes, Genève, Famot, coll. « Grandes Civilisations disparues », 1976 (BNF 36952834).
- La Civilisation des steppes, Genève, Famot, coll. « Les Grandes Civilisations disparues », 1976 (BNF 34679582).
- Avec Eddy Bauer et Gilbert Renault, La Bataille d'Arnhem, Glarus, Christophe Colomb, 1986 (BNF 34865310).
- L'Aventure de la France : images de votre histoire, Paris, Le May, 1987 (BNF 34971185).
- Louis XVII : l'énigme du roi perdu, Paris, Le May, 1988 (BNF 34989971).
- Sous la dir. d'Ariette Dugas, L'Or dans la jungle, Paris, Lebaud, coll. « Marges de l'histoire », 1991 (BNF 35504203).
- Avec Nicolas Sevaux, Ils étaient cinq dans les tranchées, Saint-Martin-des-Entrées, Heimdal, 1993 (BNF 35615277), réed. 2014.
- Le Sang de la Marne : septembre 1914, Bayeux, Heimdal, 1994 (BNF 35605103).
- Avec Jean-Pierre Turbergue, De La Fayette au Débarquement, deux siècles d'amitié franco-américaine, Paris, Italiques, 1994 (BNF 35711020).
- Franco, Bassillac, Chronique, coll. « Chroniques de l'histoire : 20e », 1997 (BNF 36694860).
- Pétain, Bassillac, Chronique, coll. « Chroniques de l'histoire : 20e », 1997 (BNF 37066076).
- Histoire de la Reconquista, Paris, Presses universitaires de France, coll. « Que sais-je ? », no 3287, 1998 (BNF 36700877) (lire en ligne)[22].
- Le Poids des armes : guerre et conflits de 1900 à 1945, Paris, Presses universitaires de France, coll. « Major », 2004 (BNF 39148183).
- Égypte (préf. Jean Leclant), P., PUF, coll. « Culture guides Clio », 2007, IX + 397 p. (BNF 41065138).
- 1914 : la guerre n'aura pas lieu, Genèse, 2014  (ISBN 978-2-9305-8518-5).
- Dir., Ce que nous sommes : aux sources de l’identité européenne, Paris, Institut Iliade/Pierre-Guillaume de Roux, 2018, 200 p. (ISBN 978-2-36371-244-8).
- Dir., Les 300 jours de Verdun, Triel-sur-Seine, Italiques, 2018.Prix Honneur et Patrie 2018 de la société de la Légion d'Honneur[23].
- Pourquoi combattre ?, sous la dir. de Pierre-Yves Rougeyron[24], Éditions Perspectives Libres, Paris, Janvier 2019,  (ISBN 979-10-90742-482).
- Al-Andalus : L'imposture du mythe du "paradis multiculturel", La Nouvelle Librairie, coll. « Longue mémoire de l'Institut Illiade », 70 p., 2020  (ISBN 978-2491446192).

### Traductions
- Mario Sartor (it), Les Passeports de l'art : Yucatán, terre maya, t. IV, Paris, Transalpines, 1984  (ISBN 2-7312-0299-8).
- Werner Johannowsky (it), Les Passeports de l'art : Paestum, t. IX, Paris, Transalpines, 1984.
- Ernesto De Miro, Les Passeports de l'art : Agrigente, la vallée des temples, t. XVI, Paris, Transalpines, 1984.
- Roberto Salvini (it), Raphaël au Vatican, Paris, Transalpines, 1984 (BNF 34863669).

### Directeur de collection
- Directeur de la collection "Cultures Guides Clio" Presses universitaires de France.